# Астероид класса Q
Спектральный класс Q — это класс астероидов, представители которого довольно редки во внутренней части главного пояса. В их спектре на длине волны 1 мкм присутствуют яркие и широкие линии оливина и пироксена, кроме того, в спектре есть особенности, указывающие на наличие металла. По характеру спектра поглощения на длине волны 0,7 мкм, эти тела занимают промежуточное положение между астероидами, принадлежащими к V и S классам.
Спектр астероидов Q класса имеют большее сходство со спектром хондритных метеоритов, чем спектр других классов, что говорит о том, что астероиды этого класса имеют большое распространение в поясе астероидов, но пока не были открыты. Тем не менее, на данный момент открыто очень мало астероидов этого класса, к ним относятся:
- (1862) Аполлон
- (2063) Бахус
- (3753) Круитни